# János György brandenburgi választófejedelem
János György (Cölln, 1525. szeptember 11. – Cölln, 1598. január 18.) brandenburgi választófejedelem 1571-től haláláig.

## Élete
János György édesapját, II. Joachimot követte Brandenburg élén. Uralkodása alatt újra egyesült a korábban felosztott választófejedelemség. János György gazdasági intézkedéseivel kiérdemelte az „Oekonom” (sáfár) jelzőt, és népszerűséget szerzett a nemesség körében, amelynek engedményeket tett a parasztság terhére. Evangélikus uralkodóként befogadta a protestáns menekülteket Franciaországból és Németalföldről, de nem vett részt egyik állam vallásháborújában sem.
Háromszor nősült. Első felesége Zsófia liegnitzi hercegnő (1545–1546), e házasságból született Joachim Frigyes trónörökös, János György utódja a választófejedelmi trónon. Második harmadik felesége Szabina brandenburg-ansbachi hercegnő (1529–1575), aki négy gyermeket szült férjének. Harmadik felesége Erzsébet anhalt-zerbsti hercegnő (1563–1607) volt, akinek 11 gyermeket nemzett.
János György 27 évnyi uralkodás után hunyt el 1598-ban. Utóda legidősebb fia, Joachim Frigyes brandenburgi választófejedelem lett.

## Lásd még
- Poroszország és Brandenburg uralkodóinak listája

| Előző uralkodó: II. Joachim | Brandenburg választófejedelme 1571 – 1598 Hohenzollern | Következő uralkodó: Joachim Frigyes |